# Кордовілья-ла-Реаль
Кордовілья-ла-Реаль (ісп. Cordovilla la Real) — муніципалітет в Іспанії, у складі автономної спільноти Кастилія-і-Леон, у провінції Паленсія. Населення — 120 осіб (2010).
Муніципалітет розташований на відстані близько 190 км на північ від Мадрида, 24 км на схід від Паленсії.
На території муніципалітету розташовані такі населені пункти: (дані про населення за 2010 рік)
- Кордовілья-ла-Реаль: 98 осіб
- Дееса-де-Кордовілья: 1 особа
- Дееса-де-Матансас: 2 особи
- Дееса-де-Вільяндрандо: 17 осіб
- Дееса-де-Сан-Сальвадор-дель-Мораль: 2 особи

## Демографія
Динаміка населення (INE ):